# Физиология старения млекопитающих
После достижения половой зрелости организм млекопитающих, включая человека, проходит через ряд структурных изменений, вызванных старением. Большая часть изменений, вероятно, является результатом постепенной деградации тканей. Исследования физиологии старения призваны обнаружить причины процесса и дать методы его замедлить.

## Общие изменения

### Вес и состав тела
Основная масса тела, которая складывается из массы мышц и тканей, после достижения половой зрелости постоянно уменьшается и в глубокой старости составляет около двух третей от максимального значения в молодости. Полная масса тела, напротив, обычно возрастает с возрастом, так как возрастает количество накопленного жира и воды. Относительное количество внеклеточной жидкости, которое уменьшается на протяжении эмбрионального и постнатального развития, возрастает с возрастом на протяжении взрослой жизни. Несмотря на внешний вид, все ткани, даже кожа, содержат больше воды вследствие старения. Хотя обычно мышечная масса также теряется, скорость потерь зависит от физической активности индивидуума. Существуют данные, что большая часть потерь массы мышц с возрастом является результатом детренировки и атрофии, а не потери мышечных волокон.
Уменьшение основной массы тела сопровождается уменьшением уровня метаболической активности. Основной обмен (метаболизм) наибольший на протяжении периода самого быстрого роста массы, после чего он быстро снижается до достижения половой зрелости, а потом снижение замедляется. В крысах в период медленного снижения метаболическая активность снижается приблизительно на 20 процентов за трёхлетний период. Внутренняя температура тела поддерживается постоянной, несмотря на более низкое производство тепла, что вызывается уменьшенным потоком крови через кожу и уменьшением потери тепла, в результате несколько снижается температура кожи. Количество добровольной физической активности, например бег в колесе, обычно уменьшается с возрастом, но сильно зависит от конкретного животного.

### Изменения в структурных тканях
Структурная целостность позвоночного организма в первую очередь зависит от двух типов белковых волокон — коллагена и эластина. Коллаген, который составляет почти треть от общей массы всех белков тела, находится в коже, костях и сухожилиях. После синтеза клетками-фибробластами коллаген находится в растворимой форме (тропоколлаген). Постепенно растворимый коллаген полимеризуется, превращаясь в стойкую форму, которая может сохраняться в тканях на протяжении большей части жизни животных. Скорость синтеза коллагена высока в молодости и снижается на протяжении жизни, таким образом, что соотношение концентраций филаментарного и растворённого коллагена возрастает с возрастом. Филаментарный коллаген с возрастом превращается в белковую сеть, которая напоминает кристаллин линзы глаза. С увеличением возраста число связей между молекулами коллагена возрастает, приводя к созданию кристаллической жёсткой структуры, которая приводит к общему возрастанию жёсткости тканей тела.
Ещё одним изменением, которым сопровождается старение, является относительное уменьшение количества гликозаминогликанов (или мукополисахаридов, которые являются комплексами белков и углеводов), в результате чего отношение концентраций гексоамина и коллагена используется в качестве показателя старения конкретной особи или человека. Важное последствие этих изменений — уменьшение проницаемости тканей к растворённым питательным веществам, гормонам, факторам роста и антителам.
Скорость старения коллагена зависит от полной метаболической активности животных: крысы, которых содержали на низкокалорийной диете, имели более «молодой» коллаген, чем остальные крысы того же возраста.
Эластин — молекула, которая отвечает за эластичность стенок кровеносных сосудов. С возрастом происходит потеря эластичности сосудов, в первую очередь из-за фрагментации коллагена.
Перекрёстные связи между молекулами коллагена химически подобны перекрёстным связям, которые образуются в кожах при дублении. Благодаря этой схожести было предложено использовать для замедления старости химические вещества, которые мешают процессам полимеризации. Тем не менее, из-за их высокой токсичности, использование таких веществ на животных пока ещё невозможно.

### Обновление клеток
Ткани тела делятся на две группы в зависимости от того, происходит ли обновление клеток ткани. В некоторых тканях клетки совсем не обновляются, например в нервах, клетках миокарда и скелетных мышцах, в которых новые клетки не создаются (как минимум у млекопитающих) после определённой стадии роста организма. В других тканях, таких как кишечный эпителий и кровь, с другой стороны, некоторые типы клеток обновляются каждые несколько дней и заменяются сотни раз на протяжении жизненного диапазона даже недолгоживущих животных. Между этими примерами находится много органов, таких как печень, кожа, эндокринные органы, где клетки заменяются медленнее, с периодами от недель до лет у человека.
Периферийные нервы — удобный объект для исследования, потому как полное количество волокон в нервном столбе может быть подсчитано. Это было сделано для шейного и грудного спинного нервного корешка крысы, кошки и человека. В брюшном и спинном нервном корешке человека количество нервных волокон уменьшается приблизительно на 20 процентов от 30-летнего до 90-летнего возраста. У кошки, крысы и мыши, напротив, данные не показывают уменьшение числа спинных корневых волокон с возрастом. У человека количество обонятельных нервных волокон уменьшается с возрастом, приблизительно на 25 процентов с рождения до 90-летнего возраста, примерно как и количество оптических нервных волокон, которые обеспечивают зрение.
Значительное уменьшение клеток наблюдается с возрастом и в количестве живых клеток в коре головного мозга человека. Кора мозжечка крысы и человека также очень чувствительна к старению. Другие части мозга стареют не так значительно.
Существует тенденция высших и недавно развитых отделов нервной системы ухудшаться быстрее со старением по сравнению с более старыми отделами, такими как мозговой столб и спинной мозг. Ещё не известно, какой процент клеток теряется в связи со старением мозга и какой — из-за других причин, например, ухудшения кровообращения. Питание и обслуживание нервных клеток, нейронов, центральной нервной системы в значительной мере зависит от глии, небольших клеток, которые окружают нейроны. Абсолютное число этих клеток не уменьшается заметно с возрастом, но некоторые из микроскопических изменений, которые наблюдаются в нервных клетках пожилых людей, аналогичны изменениям, которые вызываются голоданием или физическим истощением.
Также было показано, что после некоторых болезней, например, кори, вирус остаётся в теле хозяина на протяжении остатка жизни и иногда вызывает быстрое ухудшение функций мозговой коры. Этот вирус, как и некоторые другие, не столь очевидные вирусы, также могут отвечать за индивидуальные различия в скорости старения человека.
Обновляющиеся ткани обычно состоят из популяции пролиферирующих клеток, которые сохраняют способность к делению, и популяции зрелых клеток, которые возникают из пролиферирующих клеток и имеют ограниченный жизненный диапазон. Производство этих клеток должно компенсировать их потери, в том числе неожидаемые потери, вызванные повреждением или болезнью. Таким образом, каждая ткань имеет один или более путей контроля производства согласно потребностям. Старение таких тканей выражается несколькими способами, в частности, уменьшением в количестве пролиферирующих клеток, уменьшением скорости деления клеток и уменьшения в активности систем контроля. Изменения этих факторов в кровообразующих тканях мыши невелики, однако очень чётко проявляются в экстремальных условиях.
Неповреждённая кожа обновляет свои клетки каждые несколько недель, обладая способностью временно увеличивать скорость производства клеток в ответ на повреждение. Скорость залечивания ран постепенно уменьшается с возрастом, сначала быстро, а потом несколько медленнее.
Одним из наиболее стабильных признаков старения является ухудшение способности фокусировать глаз как на близкие, так и на отдалённые объекты. Эта потеря в зрительной аккомодации — результат ослабления мышц глаза и уменьшения эластичности линзы. Ещё одним фактором, который даёт свой вклад, является то, что линза продолжает расти на протяжении всей жизни, хотя и с замедлением скорости. Этот рост — результат беспрерывного деления эпителиальных клеток около условного центра линзы, создавая новые клетки, которые дифференцируются в волокна линзы. После создания эти волокна навсегда остаются на том же самом месте.
Важная составляющая механизма обновления — стволовые клетки. Эти клетки, которые обычно продолжают свободно делиться на протяжении всей жизни, в условиях увеличенного спроса переходят в фазу быстрой пролиферации. Кровотворная ткань содержит популяцию стволовых клеток, которая быстро отвечает на повреждения в молодости, но её активность уменьшается с возрастом. Учащение случаев анемии в старости и замедление ответа на потерю крови обычно поясняют истощением стволовых клеток кровотворных органов. В некоторых других органах популяции стволовых клеток не были обнаружены, например, в слизистой оболочке кишечника, несмотря на высокую скорость клеточного деления.

### Морфологиятканей
Значительные изменения происходят с возрастом и в морфологии тканей. Например, обычна небольшая степень атрофии тканей. Наиболее заметно сокращение размера тимуса, особенно учитывая его роль в иммунной защите. Постепенное уменьшение объёма клеточной ткани и её замена жировой или соединительной тканью самое значительное — в костном мозге и коже. В почках утрачиваются целые секреторные структуры (нефроны). Секреторные клетки поджелудочной железы, щитовидной железы и некоторых других органов также уменьшаются в количестве.
Важное изменение во время старения — накопление пигментов и инертных и, возможно, вредных материалов между клетками. Пигмент липофусцин накапливается в границах клеток сердечной мышцы — обычно он отсутствует до 10 лет после рождения человека, но его количество увеличивается почти до 3 процентов объёма клеток в 90-летнем возрасте. Амилоидное вещество, белково-углеводный комплекс, накапливается в тканях в среднем возрасте, возможно это продукт аутоиммунных реакций. В крайнем случае амилоидной болезни, редкой аутоиммунной болезни, некоторые органы фактически подавляются амилоидным веществом. Небольшие количества металлов также накапливаются в разных тканях с возрастом, и хотя эти количества невелики, некоторые металлы могут вызвать отравление ферментативных систем, стимулировать мутации или вызвать рак.

### Клеточные культуры
Клетки многих тканей млекопитающих могут быть выращены in vitro (за пределами тела) под ограниченным лабораторным контролем. Несколько линий раковых клеток выращивались в беспрерывной культуре на протяжении многих десятилетий. На ранних этапах развития технологии тканевой культуры утверждалось, что определённые куриные клетки (фибробласты) поддерживались в культуре на протяжении 20 лет. Это привело к мысли, что клетки, которые постоянно делятся, потенциально бессмертны, и интерес к изучению старения был сосредоточен на дифференцированных (взрослых) клетках. Популяция (клон) фибробластов имеет период здорового роста, на протяжении которого культура может быть «расщеплена», в несколько десятков раз (то есть клетки проходят через несколько десятков делений). После приблизительно 50-го разделения культуры, однако, входят в фазу быстрой деградации и умирают. Иногда, хромосомы в клетках поддаются мутациям, которые придают клеткам возможность неограниченного роста, создавая подпопуляцию, которая продолжает расти и после 50-го расщепления. Это намного чаще происходит в мышиных клетках, чем в человеческих. Такие мутации обычно оставляют хромосомные перестановки или изменения в количестве хромосом.
Сегодня известно, что клетки млекопитающих, которые делятся, с нормальным хромосомным набором имеют ограниченный потенциал роста, и что способность к неограниченному росту, которую проявляют раковые и превращённые клетки, — результат утраты фактора, который ограничивает рост. На молекулярном уровне, во время репликации ДНК, полимераза неспособна копировать концы хромосом. Чтобы избежать этого ограничения, на концах хромосом находится несколько повторов РНК — теломер, которые, наоборот, сокращаются в соматических клетках во время каждого деления. После полного исчезновения теломер в клетке запускается программа апоптоза, запрограммированной смерти. Стволовые и зародышевые клетки имеют фермент теломеразу, который постоянно пополняет теломеры, и именно мутации, которые активизируют теломеразу, или мутации, которые препятствуют программе апоптоза, и приводят к образованию «бессмертных» клеток.
Ограниченный потенциал деления стареющих клеток, возможно, связан с уменьшением скорости обмена фибробластов и замедлением заживления ран с возрастом.

### Износ необновляющихся структур
Ещё одним из аспектов старения млекопитающих является износ некоторых органов, которые не могут быть заменены. Одной из таких систем является жевательный аппарат, в частности челюсти и зубы. Адаптация по скорости износа зубов очень важна для животных, особенно травоядных. Примеры такой адаптации включают верхние короны (гипзодонтия) зубов, большую площадь поверхности и более долгий период роста зубов. Изнашивание зубов может ограничивать жизнь животных, как это иногда происходит со слонами, но в большинстве случаев это несущественная для выживания характеристика. То же самое верно и для других внешних изнашивающихся органов, таких как, например, рога или хрусталик глаза. Однако износ внутренних органов, таких как хрящи суставов, чаще приводит к уменьшению способности животных к выживанию.

## Изменения отдельных систем организма

### Иммунная система
Важной системой тела, которая в значительной мере страдает во время старения, является иммунная система, часть которой, тимус-зависимая подсистема, специализируется на защите против микробов, которые попадают в тело, и некоторых нездоровых клеток самого тела, которые, из-за изменений, прошедших в них, более не признаются частью тела, что приводит к аутоиммунным реакциям. Таким образом, иммунная система принимает участие в защите организма против рака. Считается,[кем?] что раковые опухоли являются результатом единственных клеток,[прояснить] которые поддаются превращению или в результате генетической мутации, или в результате активации скрытого (спящего) вируса (хотя существуют и другие теории возникновения рака). Именно тимус-зависимая иммунная подсистема и способствует прекращению развития рака.
Известно, например, что процедуры иммуносупрессии, которые обычно проводятся во время трансплантации органов, часто приводят к увеличению числа новообразований. Тимус-зависимая подсистема может непосредственно дать начало аутоиммунной болезни пожилого возраста, при которой иммунная система начинает воспринимать нормальную ткань тела как чужеродную и начинает производство антител против неё. Считается, что первым шагом этой болезни является соматическая мутация в одной из клеток иммунной системы.
Роль иммунной системы в старении, таким образом, достаточно важна, что даже привело в прошлом к созданию нескольких иммунных теорий старения, которые пытались объяснить все явления старения в сроках мутаций в иммунной системе.

### Кровеносная система
Изменения в кровеносной системе зависят от вида млекопитающих, но очень сильно проявляются у человека. Главными физиологическими изменениями кровеносной системы является атрофия сердечной мышцы, особенно левого желудочка, кальцификация сердечных клапанов, потеря эластичности сосудов и отложения инертных материалов в сосудах (атеросклероз). Последствиями этого являются снижение кровотока и замедление ответа на временные изменения в потребности крови, что приводит к снижению поступления кислорода, снижению активности почек и печени и общее снижение поступления питательных веществ в клетки тела.

### Нервная система
Потеря психологических и нейрофизиологических возможностей с возрастом — вне сомнений, в значительной мере результат потери нейронов, но в этот процесс вовлечены и изменения в метаболических процессах живых клеток. Способность глаза к адаптации к темноте (то есть, увеличение чувствительности при низких уровнях освещения) уменьшается с возрастом, но часть этого уменьшения может быть восстановлена при вдыхании чистого кислорода. Известно, что умственные способности пожилых людей также улучшаются с помощью вдыхания кислорода. Установление нервных связей, ассоциированное с памятью, требует синтеза белков, таким образом снижение белкового синтеза за счёт снижения потребления кислорода с возрастом может быть важным фактором ослабления памяти и способностей к обучению пожилых людей.

### Эндокринная система
Общей характеристикой старения эндокринной системы является уменьшение продукции гормонов. Тем не менее, пока ещё неизвестно, какие именно процессы отвечают за это снижение. В результате этих изменений резервы организма, чувствительность к изменениям окружающей среды, стрессу и токсичности химических веществ снижаются.

### Скелетная система
В старости кости постепенно теряют кальций и становятся менее крепкими. Это может привести к остеопорозу и снижению способности выдерживать вес, увеличивая вероятность переломов. Утоньшение позвонков также приводит к сокращению высоты тела. Кроме того, позвонки отвердевают, что приводит к увеличению жёсткости всего позвоночника и потере манёвренности.
Суставы также поддаются изменениям. Фактически артрит — общее условие старого возраста, который принимает две общие формы: остеопороз (стирание хряща сустава[прояснить]) и ревматический артрит (болезнь соединительной ткани). Эти условия могут ослабить подвижность и повседневную активность организма.